# Charles David Keeling
Charles David Keeling (Scranton, Pennsylvania, 20. travnja 1928. – 20. lipnja 2005.) je bio američki znanstvenik čija su očitanja ugljičnog dioksida u Mauna Loa Observatoryu
 po prvi puta upozorila svijet na ljudski doprinos efektu staklenika i globalnom zatopljenju.
Keelingova krivulja mjeri postepeno povećanje ugljičnog dioksida u atmosferi.

### Rani život i karijera
Keeling je rođen u Scrantonu, Pennsylvania. Diplomirao je kemiju 1948. na University of Illinois te doktorirao kemiju 1954. na Northwestern University. Bavio se geologijom na California Institute of Technology sve dok se nije pridružio Scripps Institution of Oceanography gdje je preuzeo ulogu profesora 1968.
Na Caltechu je razvio prvi instrument za mjerenje ugljičnog dioksida iz atmosfere. Mjerenja je provodio na Big Suru gdje je pomoću svojeg instrumenta izmjerio povećanje ugljičnog dioksida u odnosu na kakvoću zraka iz 19. stoljeća.

### Suradnja sa Scripps Institution of Oceanography, 1958–2005
Keeling je radio na Scripps Institution of Oceanography 43 godine tijekom kojih je izdao mnogo utjecajnih članaka.
Dr. Keeling je počeo sakupljati uzorke količine ugljičnog dioksida 1958. godine. Do 1960. godine ustanovio je da postoje jake sezonske varijacije količine ugljičnog dioksida. Najveće količine ugljičnog dioksida zabilježene su, na sjevernoj polutci, tijekom kasnijeg razdoblja zime. Količina ugljičnog dioksida opala bi tijekom proljeća i početka ljeta zbog cvjetanja biljaka. 1961. godine, Keeling je napravio graf ("keeling curve") na temelju sakupljenih podataka o ugljičnog dioksida te pokazao kako se količina ugljičnog dioksida u atmosferi postepeno povećava.
Ranih 1960-ih, National Science Foundation je prestala podržavati njegovo istraživanje, nazivajući zabilježne promjene "šablonom". Unatoč manjku zainteresiranosti, National Science Foundation je iskoristila njegovo istraživanje 1963. za upozorenje o efektu staklenika.
Prikupljanje podataka koje je započeo Dr.Keeling i nastavljeni na Mauna Loa, su najdulja kontinuirana zabilješka o ugljičnog dioksida u svijetu te predstavljaju pouzdan indikator o promjenama i tendencijama u srednjem sloju troposfere. Dr. Keelingovo istraživanje pokazuje da se razina ugljičnog dioksida u atmosferi povećala s 315 ppm u 1958. na 380 ppm u 2005., a povećanje je povezano s emisijom fosilnih goriva.

### Postignuća
- 1981. Second Half Century Award - American Meteorological Societya
- 1991. Maurice Ewing Medal - American Geophysical Union
- 1993. "Blue Planet Prize" od Science Council of Japan i Asahi Glass Foundation
- Na svečanosti održanoj u srpnju 1997. u Bijeloj Kući potpredsjednik Al Gorea dodijelio je Dr. Keelingu nagradu za osobito dostignuće u čast 40 godina izvanrednog istraživanja vezano uz praćenje ugljičnog dioksida na Mauna Loa Observatory
- 2002. Predsjednik George Bush je dodijelio Dr. Keelingu Nacionalnu Medalju za Znanost, najvišu nagradu za znanstveno životno djelo.
- 2005. Tyler Prize for Environmental Achievement
- "Keeling curve" je ugravirano u broncu na Mauna Loa Observatoryu te u zidu na National Academy of Sciences u Washingtonu.
- Revelle College stanovi na University of California, San Diego su nazvani njemu u čast.

### Privatni život
Keeling je volio kampirati i planinariti na zapadnim planinama, posebice na Kaskadskom gorju. Bio je aktivan član Wilderness Societya većinu svog života.
Oženio se 1955. za Louise Barthold. Imali su 5 djece, a jedno od njih (Ralph Keeling) odlučio je nastaviti očevim stopama te se trenutno bavi klimatskim promjenama na Scripps Institution of Oceanography. Dr. Keeling je također bio klasični pijanist te je gotovo odabrao karijeru u muzici. Dr. Keeling je osnivač University of California, San Diego madrigal pjevača.
Umro je od srčanog udara 2005. u 77. godini života.

### Članstva
Dr. Keeling je bio Guggenheim član na Meteorološkog Instituta Sveučilišta u Stokholmu (1961.–1962.), profesor uzvanik na Second Physical Institute of the University of Heidelberg (1969.–1970.) te na Physical Institute of the University of Bern (1979.–1980.).
Bio je suradnik na American Academy of Arts and Sciences, American Geophysical Union i American Association for the Advancement of Science te član National Academy of Sciences.
Također je bio član komisije o globalnom zatopljenju na International Association of Meteorology te znanstveni direktor Central CO2 Calibration Laboratorya Svjetske meteorološke organizacije.